# Resolució 2366 del Consell de Seguretat de les Nacions Unides
La Resolució 2366 del Consell de Seguretat de les Nacions Unides, elaborada pel Regne Unit, fou adoptada per unanimitat el 10 de juliol de 2017. El Consell va establir una missió política per supervisar l'aplicació de l'acord de pau celebrat a Colòmbia amb el moviment rebel de les FARC.
Els països van considerar el desarmament de les FARC "històric", i també van elogiar el compromís del president colombià Juan Manuel Santos de fer la pau. El representant francès François Delattre el va considerar un èxit històric per a Colòmbia i per a les Nacions Unides. Tot i això, encara hi havia molt de camí per recórrer; inclosa la llei d'amnistia.
La canceller colombiana, María Ángela Holguín, va dir que la gent reconeixia cada vegada més els beneficis de la pau si li donava l'oportunitat. Al camp, on la població havia estat molt més afectada pel conflicte, aquests beneficis ja estaven marcats. També va dir que el procés de pau a Colòmbia era el primer on van participar les víctimes del conflicte.
La reintegració dels milers d'antics rebels a la societat es convertiria en una de les tasques més difícils. El representant especial de l'ONU, Jean Arnault, va dir que havia incerteses sobre la seva seguretat i el seu futur.

## Contingut
El 27 de juny de 2017 les FARC havien dipositat totes les seves armes. La missió de l'ONU a Colòmbia, creada per la Resolució 2307, ho havia supervisat. L'acord de pau va proporcionar una segona missió política de l'ONU durant tres anys, que supervisaria la implementació d'aquest acord.
Així, el Consell de Seguretat va establir la Missió de Verificació de les Nacions Unides a Colòmbia per un període inicial de dotze mesos, a partir del 26 de setembre de 2017. Després hauria acabat la missió anterior que havia supervisat el desarmament. La seva missió consistia en controlar, entre altres coses, la reinserció política, econòmica i social de les FARC i la implementació de les garanties de seguretat. Es va demanar al secretari general António Guterres que formulés recomanacions sobre l'abast i el mandat de la missió. Això va fer a finals d'agost, i al setembre, el Consell de Seguretat va aprovar les seves propostes sobre l'abast i el mandat de la missió.